# Gilquinia squali
Gilquinia squali är en plattmaskart som först beskrevs av Fabricius 1794.  Gilquinia squali ingår i släktet Gilquinia, och familjen Gilquiniidae. Arten är reproducerande i Sverige.